# Psychobiella sordida
Psychobiella sordida är en insektsart som beskrevs av Banks 1909. Psychobiella sordida ingår i släktet Psychobiella och familjen florsländor. Inga underarter finns listade i Catalogue of Life.